# Kazimierz Funk
Kazimierz Funk (Varsó, 1884. február 23. – New York, 1967. november 19.) lengyel biokémikus volt, nevéhez fűződik a vitamin koncepciójának első kidolgozása 1912-ben, a vegyületeket ő nevezte először vital amin-nak vagy vitaminoknak, az élet aminóinak.

## Élete
Funk 1884-ben Varsóban született, édesapja jónevű bőrgyógyász volt. Tanulmányait Berlinben és Svájcban folytatta, végül a berni egyetemen 1904-ben doktorált szerves kémiából. Egyetem után először a párizsi Pasteur Intézetben dolgozott, majd Berlinben kutatott. Később a londoni Lister Intézetben végzett laboratóriumi kísérleteket. 1915-ben az Egyesült Államokba költözött, ahol 1920-ban megkapta az amerikai állampolgárságot. Később visszatért szülőhazájába, Lengyelországba, de mivel akkoriban, 1927-ben politikailag túlságosan instabilnak találta, Párizsban telepedett le, ahol saját kutatóintézetet alapított Casa Biochemica néven.
1939-ben, a második világháború kitörése után azután végleg az USA-ba költözött. 1940-ben megalapította a Funk Alapítvány az Orvosi Kutatásokért elnevezésű alapítványt.
1967-ben, 83 évesen, New Yorkban halt meg.

## Hozzájárulása a tudományhoz
A holland Christiaan Eijkman egyik tanulmányában Funk azt olvasta, hogy azok az emberek, akik barna rizst fogyasztanak rendszeresen, kevésbé fogékonyak a beri-beri betegségre, mint azok, akik a hántolt gabonát alkalmazzák. Hozzálátott, hogy elkülönítse azt az anyagot, amely miatt ez a fejlemény megfigyelhető. 1912-ben sikerrel járt, és mivel az anyag egy aminocsoportot tartalmazott, elnevezte vita amine-nak (vitamin). Évekkel később kialakult elnevezési rendszerben ez a vitamin lett a B1 (Thiamin). Funk hipotézist állított fel arra, hogy további gyakori betegségek gyógyítása is lehetséges lesz vitaminok segítségével. A szóvégi "e" betűt később elhagyták, amikor felfedezték a kutatók, hogy a vitaminok nem szükségszerűen csak nitrogéntartalmú aminok lehetnek.
Későbbi kutatásai során további fontos tápanyagok létezését vetítette előre, amelyek az idők során a B1, B2, C, és D vitaminok lettek. 1936-ban meghatározta a tiamin molekula struktúráját, és elsőnek izolálta a nikotinsavat (niacin vagy B3 vitamin).
Funk kutatásokat folytatott még a hormonok, a cukorbetegség, a fekélyek és a rák biokémiájával kapcsolatban is.